# 246 v. Chr.
Portal Geschichte | Portal Biografien | Aktuelle Ereignisse | Jahreskalender | Tagesartikel

◄ |
4. Jahrhundert v. Chr. |
3. Jahrhundert v. Chr. |
2. Jahrhundert v. Chr. |
►

◄ | 260er v. Chr. | 250er v. Chr. | 240er v. Chr. | 230er v. Chr. |
220er v. Chr. |
►

◄◄ | ◄ | 249 v. Chr. | 248 v. Chr. | 247 v. Chr. | 246 v. Chr. |
245 v. Chr. |
244 v. Chr. |
243 v. Chr. |
► |
►►
Staatsoberhäupter

## Ereignisse

### Politik und Weltgeschehen

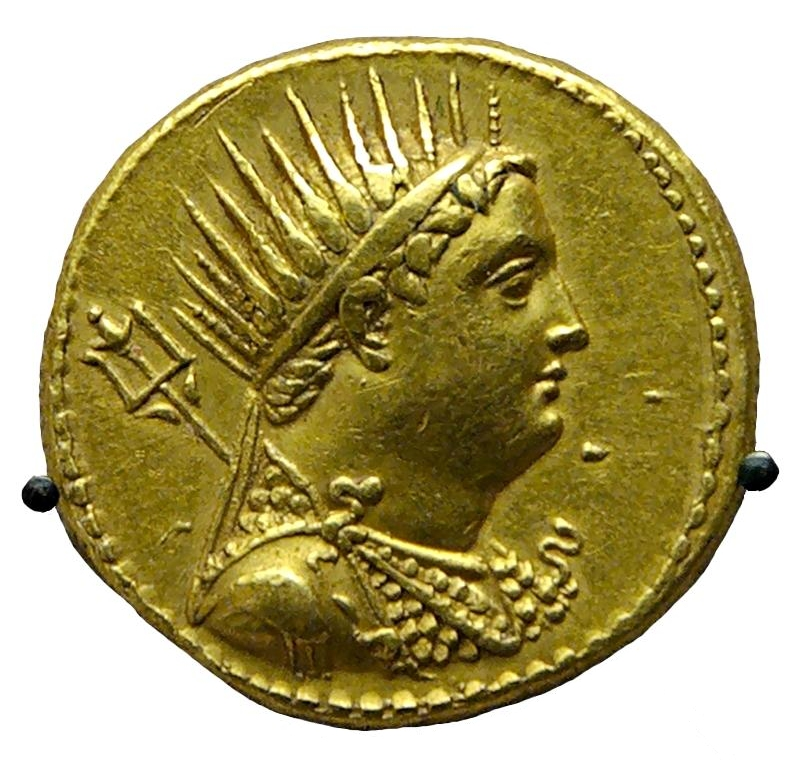
Goldoktadrachmon mit dem Bildnis Ptolemaios III., ausgegeben von Ptolemaios IV. zu Ehren seines vergöttlichten Vaters, der selbst keine Münzen mit eigenem Abbild prägen ließ.

- 29. Januar: Ptolemaios III. Euergetes I. wird König von Ägypten als Nachfolger von Ptolemaios II. Philadelphos.

- Antiochos II. bricht das im Friedensvertrag mit Ägypten 253 v. Chr. geschlossene Ehebündnis mit der ägyptischen Königstochter Berenike der Jüngeren und kehrt zu seiner ersten Frau Laodike zurück. Als Antiochos im selben Jahr (im August) stirbt (möglicherweise von Laodike vergiftet), erklärt Laodike ihren 19-jährigen Sohn Seleukos II. zum neuen König des Seleukidenreiches, gegen die Ansprüche des Sohnes der Berenike. Dies wird zum Anlass für den Dritten Syrischen Krieg zwischen dem Seleukidenreich und Ägypten. Der ägyptische König Ptolemaios III. landet in Antiochia in Syrien und gewinnt auch die Küste Kilikiens; seine Truppen stoßen bis ins Zweistromland vor. Berenike die Jüngere wird von ihm ermordet aufgefunden.

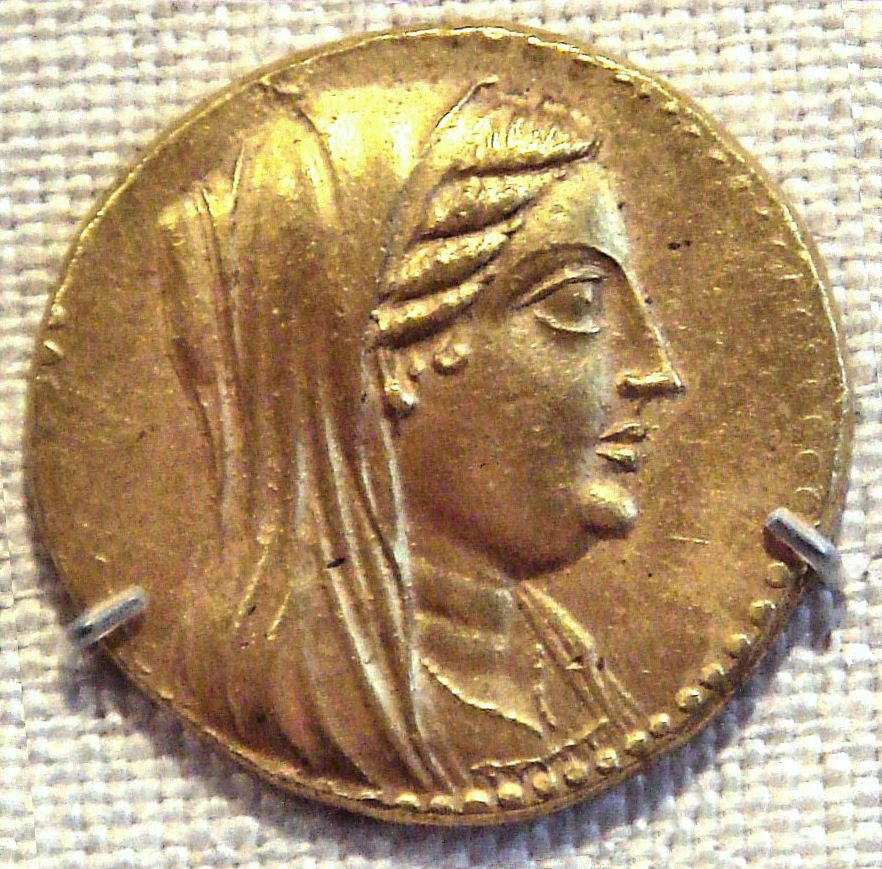
Berenike II. auf einer Münze Ptolemaios III.

- Der Überlieferung zufolge opfert Ptolemaios’ III. Frau Berenike II. ihr Haupthaar im Arsinoe-Tempel, um so die sichere Rückkehr ihres Mannes aus dem Krieg zu erbitten. Dies ist der Ursprung der Legende um das Sternbild Haar der Berenike.
- Ägypten gewinnt die Oberhoheit über Kyrene wieder zurück. In der Ägäis erobert Ptolemaios die Stadt Ephesos.

### Wissenschaft und Technik

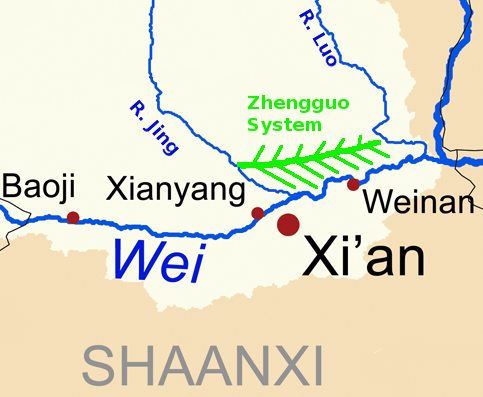
Lage des Zheng-Guo-Kanals

- Kaiserreich China: Eröffnung des ca. 150 km langen Zheng-Guo-Kanals im Staat Qin

## Geboren
- 246/245 v. Chr.: Arsinoë III., ägyptische Königin († 204 v. Chr.)

## Gestorben
- 29. Januar: Ptolemaios II. Philadelphos, König von Ägypten (* 308 v. Chr.)
- Antiochos II. Theos, Herrscher des Seleukidenreiches (* 286 v. Chr.)
- um 246 v. Chr.: Berenike die Jüngere, ägyptische Prinzessin, Ehefrau des Antiochos II., ermordet